# Clan MacNeil
Pour les articles homonymes, voir MacNeil.

Emblème du clan MacNeil.

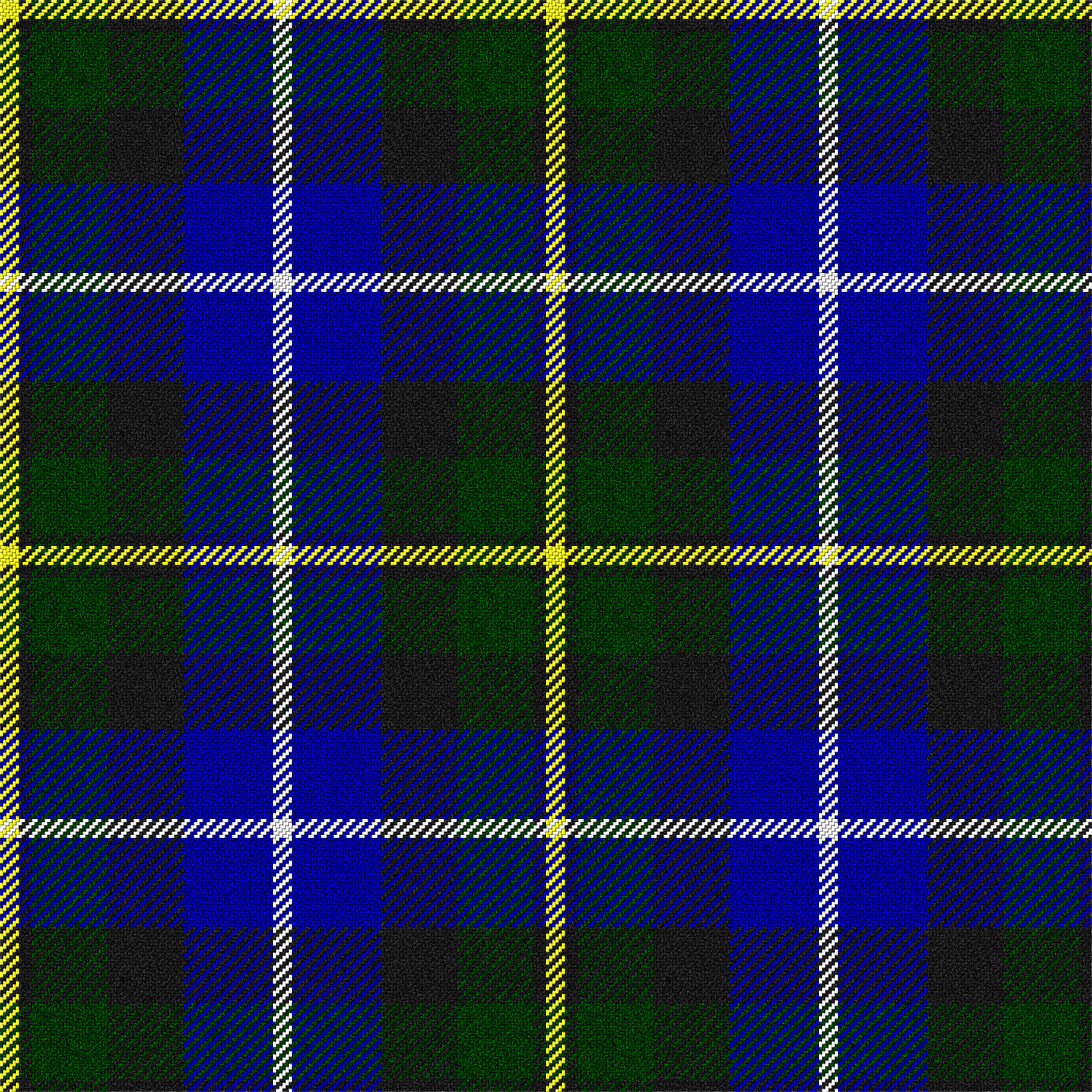
Tartan du clan MacNeil de Barra.

Le clan MacNeil, aussi appelé Clan Niall, est un clan écossais des Hébrides extérieures dont les terres couvrent les îles les plus méridionales de cet archipel, celles au sud de South Uist, comme Barra, Vatersay, Sandray, Pabbay, Mingulay et Barra Head pour les plus grandes. Leur château est celui de Kisimul, à proximité des côtes de Barra, face à Castlebay.